# Barigo
Barigo était un constructeur de motos français.

## Historique
L'histoire de Barigo commence à Thouars, lorsqu'un ami du fondateur de la marque, Patrick Barigault, lui demande de construire un cadre pour sa Bultaco. Le travail réalisé intéresse un grossiste qui commande des cadres pour des moteurs de 350 Honda (machine vendue sous le nom d'ITM) en remplacement des cadres anglais qui cassent.
En 1976, Barigo réalise ses premières créations (châssis en tube de qualité aéronautique, puis partie-cycle complète) pour les moteurs monocylindres 500 Honda (HB) puis celle du 500 XT Yamaha (YB). C'est à la suite de l'essai de la 500 HB par le magazine Moto Verte en avril 1980 que la production prend réellement son envol. Les commandes affluent. 
Pour pouvoir remporter l'appel d'offres lancé par l'armée française en 1984, Barigo s'associe avec les Ateliers de Construction Siccardi.
En 1988, Patrick Barigault et Siccardi se séparent. Patrick rencontre Jean-Yves Gauthier Bret, ancien directeur du cabinet d'Édith Cresson. Ce dernier permis à Patrick de rencontrer Guy Prache, président du Groupe GPR ATMC, ce dernier ayant tendu la main aux voitures GT Venturi MVS, aux voitures électriques SEER, à l'opération Orange pour l'emploi des jeunes ; pris le risque de cautionner le passif de Barigo. Pour ce faire, il fit créer Barigo SA (greffe du tribunal de commerce de LR), en prit la Présidence jusqu'à apurement des dettes. Un an et demi après comme promis, Guy Prache se retire, avec une société générant des bénéfices. Guy Prache est resté administrateur jusqu'en 1989 et se retira des affaires. Il fut à cette occasion élu manager de l'année (voir Journal du Sivom présidé par le Ministre du Commerce et de l'industrie, maire de La Rochelle Michel Crépeau). La Magie Noire venait de voir le jour.
En 1992, Barigo va mal. La société Perrotin Automation reprend le contrôle des opérations. La STIQ (Société des techniques industrielles de qualité) est créée.
En 1994, Barigo ne remporte pas le marché pour équiper la police avec le modèle GT. 
Faute d'avoir rencontré son public, l'aventure Barigo se termine en mars 1997.

## Production
À la fin de l'année 1979, le premier modèle à entrer en production est la 500 HB, utilisant un moteur de Honda XL 500 S. Peu après, un modèle sur base de Yamaha XT 500 voit le jour.
En 1983 nait pour le Dakar la 560 GRS. Elle utilise un monocylindre Rotax pouvant délivrer jusqu'à 53 chevaux. La gamme s'agrandit également avec les 500 RCB et RB, déclinaison cross et enduro.
En 1984, une version militaire sur base de 350 Rotax voit le jour. Malheureusement, la machine ne sera pas retenue pour équiper l'armée française.
En 1986, on ne trouve qu'un seul modèle au catalogue, mais disponible en trois déclinaisons : la 600 Evasion (trail), la 600 Tonic (enduro) et la 500 Mega (cross).
À cette époque, le supermotard commence à être en vogue. Barigo présente au salon de Paris 1986 son modèle Magie Noire. Elle fut considérée par les journalistes comme la plus belle moto du salon. Elle attira une foule considérable ainsi que le staff de l'usine Honda. Équipée d'un monocylindre 4T de 500 ou 560 cm3, elle délivre de 45 à plus de 55 ch suivant les versions moteur et le désir du client pour un poids de 120 kg. Elle sera rebaptisée Tanagra, Magie Noire étant le nom d'un parfum de Lancôme. 17 ans plus tard, une autre marque française, Voxan, présentera à son tour la Black Magic.
Cette moto est la première au monde à être commercialisé en tant que supermotard. 
En 1990, apparaît l'enduro 605 GSE et sa version supermotard (SM), toutes les deux utilisent un monocylindre Rotax de 600 cm3 air muni d'une culasse à double arbre à cames, refroidie par eau et à triple allumage. Ce moteur délivre en standard 61 ch.
En 1993, l'Onixa et la GT font leur apparition. L'Onixa ne sera construite en tant que prototype roulant qu'à deux exemplaires (une rouge, la machine de développement avec un moteur Rotax usine de 71 ch, et la bleue la machine préfigurant la série), une Onixa noire sera assemblée pour les salons puis désossée ensuite.
Quant à la GT qui visait le marché de la police, elle ne fut pas retenue.
En 1994, le scooter Barilec fonctionnant à l'électricité est commercialisé. Il équipa entre autres la police municipale de la ville de La Rochelle.

## Compétition
De nombreuses Barigo ont couru dans des compétitions de motocross locales, mais leur première victoire en compétition mondiale était avec Luc Duriez, qui, en 1981, remporta le Rallye de Tunisie sur une YB.
En 1982, un pilote privé Grégoire Verhaege sur YB termine troisième du Paris-Dakar et gagne la catégorie Marathon, prouvant ainsi la compétitivité des Barigo face aux teams d'usine.

La même année, la marque sera récompensée par des bonnes places au rallye de l'Atlas, à l'Enduro du Touquet ou dans le championnat de France d'enduro.
En 1982, Jean-Luc Balmet termine champion de France d'enduro 4T open sur une Barigo 500 YB.
En 1983, Barigo réalise pour le Dakar treize 560 GRS (Grand Raid Special) équipées de moteur Bombardier (Pas estampillé Rotax car à cette époque ce moteur était réservé en exclusivité à KTM). Cette année encore, Barigo remporte la catégorie Marathon.

Toujours en 1983, un pilote de renom utilisera une Barigo pour courir l'Enduro du Touquet. Le cadre de cette machine est en aluminium, c'est encore une première sur une machine de tout-terrain. Malheureusement, Hubert Auriol ne mènera pas sa monture jusqu'à la victoire, des ennuis de fourche le contraignant à abandonner.
En 1984, deux élèves ingénieurs de l'ENSM contactent Patrick Barigault pour réaliser leur stage d'entreprise. Leur projet, participer au Dakar 1985. Cette collaboration débouchera sur la réalisation et le financement des F1 Désert équipées des moteurs Ducati Pantah. Aucune d'elles ne finira dans les points.
En 1988 et 1989, Barigo participe au championnat de France de supermotard avec une nouvelle moto, toujours à moteur Rotax et avec un châssis innovant à double longeron en aluminium. Les résultats furent corrects (top 10) avec une 3e place de Gilles Salvador surt l'épreuve du Territoire de Belfort.
Après quelques années sans succès sur le Dakar, Yamaha fait appel au savoir-faire de Barigo. Ainsi, de 1995 à 1998, Stéphane Peterhansel et Eddy Orioli se partagent quatre victoires consécutives et 18 étapes sur des Yamaha à cadre Barigo.
Barigo se lance dans un projet « objectif zéro émission » ; faire rouler une machine de vitesse au bio-carburant. La première partie de ce programme consistait à participer au Challenge des monos (CM2) avec une machine fonctionnant à l'essence afin de valider le choix de la partie-cycle. En 2001, cette machine nommée KMR (nom du prépareur moteur toulousain) remportera les trois courses auxquelles elle participa et se classa seconde du championnat. Le projet de connu pas de lendemain sportif. 
2010 voit renaitre la carrière sportive de cette machine toujours en CM2. Malgré ses 9 ans de sommeil et la première course manquée, elle est toujours aussi compétitive et joue le podium final du Challenge.